# Роже д’Абето
Роже д’Абето (англ. Roger d'Abetot; умер после 1110) — английский землевладелец, феодальный барон Салварпа и шериф Вустершира в 1108—1110 годах, сын Урса д’Абето и Аделизы. За убийство одного из чиновников короля Генриха I был изгнан, а его владения и должности конфискованы, перейдя в итоге к Бошанам из Элмли — предкам графов Уорик.

## Биография
Роже был единственным сыном Урса д’Абето, богатого землевладельца, который участвовал в нормандском завоевании, получив после этого обширные владения и став главным арендатором в Херефордшире, Глостершире, Уорикшире и Вустершире, а также субарендатором в Дорсете, Оксфордшире и Уилтшире, в итоге составивших феодальную баронию Салварп. Также он был шерифом Вустершира, в котором обладал огромным влиянием, а также королевским констеблем. Урс умер в 1108 году, после чего Роже унаследовал его владения, а также должности шерифа и, вероятно, королевского констебля. Однако около 1110 года он, по сообщению Вильяма Мальмсберийского, убил королевского чиновника, после чего Генрих I изгнал Роже, а его владения конфисковал, передав в итоге Уолтеру I де Бошану, предку графов Уорик, женатому на сестре Роже. Должность же шерифа Вустершира сначала занял Осбер д’Абето, вероятно, дядя Роже, а позже и её передали Уолтеру.